# Liên đoàn bóng đá Sealand
Liên đoàn bóng đá Sealand (tiếng Anh: Sealand National Football Association, viết tắt là SNFA) là tổ chức quản lý, điều hành các hoạt động bóng đá ở Thân vương quốc Sealand. Nó được thành lập vào năm 2003 bởi Michael Bates, và quản lý Đội tuyển bóng đá quốc gia Sealand.
SNFA không phải thành viên của FIFA và UEFA, nhưng trực thuộc Nouvelle Fédération-Board, một cơ quan quản lý bóng đá của các quốc gia không được công nhận và không thuộc FIFA. Nó tạm thời gia nhập N.F.-Board vào năm 2005, được công nhận là thành viên của tổ chức này vào năm 2006.
Cho đến năm 2006, SNFA có trụ sở tại Đan Mạch và tất cả các cầu thủ trong đội tuyển quốc gia đều là thành viên của Vestbjerg Vintage Idrætsforening, một đội bóng kỳ cựu đến từ Aalborg. Tuy nhiên, vào cuối năm đó, SNFA ngừng hoạt động tại Đan Mạch và đội tuyển Sealand tạm nghỉ.
SNFA tiếp tục hoạt động vào năm 2009, và vào ngày 23 tháng 12 năm đó, Neil Forsyth được bổ nhiệm làm lãnh đạo mới của liên đoàn và là huấn luyện viên trưởng của đội tuyển quốc gia.
Đội tuyển quốc gia đã thi đấu 13 trận cho đến nay. Tuy nhiên, sau khi đấu thầu không thành công để gia nhập ConIFA, đội đã ngừng hoạt động và không chơi một trận nào kể từ năm 2017.

## Thủy triều
- Liên đoàn bóng đá Sealand trên Twitter
- Liên đoàn bóng đá Sealand trên Facebook
- Trang web chính thức tại Wayback Machine (lưu trữ ngày 24 tháng 9 năm 2015)